# Cónclave de otoño de 1590
El cónclave papal de octubre a diciembre (otoño) de 1590 (8 de octubre-5 de diciembre) fue el segundo cónclave de 1590, y aquel en el que Niccolò Sfondrati, con el nombre de Gregorio XIV, fue elegido sucesor de Urbano VII. Este cónclave se caracterizó por una intervención real sin precedentes de Felipe II de España.

## Pontificado de Urbano VII
Urbano VII fue elegido papa el 15 de septiembre de 1590. El 27 de septiembre de 1590, falleció a causa de una infección de malaria tras solo 12 días de pontificado, antes de ser coronado, lo que le otorgó el papado más breve de la historia. Su muerte fue profundamente lamentada por los pobres de Roma que heredaron su riqueza.

## Participantes
Al cónclave tras la muerte de Urbano VII asistieron todos los cardenales que participaron en su elección, con la excepción del cardenal Federico Cornaro (fallecido el 4 de octubre). El protodiácono Andreas von Österreich y el camarlengo Enrico Caetani también acudieron a Roma. De los 65 cardenales, 54 participaron en el cónclave.
Veinticuatro electores fueron candidatos de Sixto V, quince de Gregorio XIII, seis de Pío V, ocho de Pío IV y uno de Julio III.

## Ausentes
Once cardenales estuvieron ausentes.
Siete de ellos fueron nombrados por Gregorio XIII y cuatro por Sixto V.

## Divisiones y candidatos
Al igual que durante el cónclave anterior había tres grandes facciones:
Facción española: partidarios políticos de España. El núcleo del partido estaba formado por los cardenales Madruzzo (líder de la facción), Deza, Mendoza, Tagliavia d'Aragona, Spinola, Marcantonio Colonna, Ascanio Colonna, Gallio, Pellevé, Santori, Rusticucci, Sfondrati, Paleotti, Simoncelli, Facchinetti, Carafa, Allen, Cusani, Giovanni Vincenzo Gonzaga, Scipione Gonzaga, Andreas von Österreich y Caetani,
Facción Sixtina: candidatos de Sixto V liderados por su sobrino nieto Alessandro Peretti de Montalto. Los miembros de esta facción eran los cardenales Castrucci, Pinelli, Aldobrandini, della Rovere, Bernerio, Galli, Sarnano, Rossi, Sauli, Pallotta, Morosini, Pierbenedetti, Petrocchini, Matei, Giustiniani, Borromeo, del Monte y Pepoli.
Gregorianos: candidatos de Gregorio XIII: Sforza, Medici, Canani, Salviati, Valeri, Lauro, Lancelotti. El cardenal Sforza, líder de esta facción, estaba emparentado por matrimonio con Gregorio XIII.
Había dos pequeños grupos que practicaban el nepotismo. Uno estaba relacionado con Pío IV (Sitticus von Hohenems, Serbelloni, Gesualdo i Avalos d'Aragona) y el otro con Pío V (Bonelli, Albani). Debido a su reducido tamaño, los grupos apenas desempeñaron un papel importante, y la mayoría de los candidatos a papas se unieron a la facción española.
Los cardenales considerados papables fueron Serbelloni, Marchntonio Colonna, Gallio, Paleotto, Madruzzo, Santori, Facchinetti, Sfondrati, Valier, Lauro, della Rovere.
En el contexto de este cónclave se forjó la Profecía de los Papas, probablemente para apoyar la candidatura del cardenal Girolamo Simoncelli al papado.

## Interferencia de Felipe II de España
El 6 de octubre, incluso antes de que comenzara el cónclave, el embajador español Olivares entregó a los cardenales las recomendaciones oficiales del rey Felipe II. Contenían dos listas de nombres. La primera tenía siete nombres: Madruzzo, Santori, Facchinetti, Sfondrati, Paleotti, Galión y Marcantonio Colonna. 
El testamento oficial del rey era la elección de uno de esos siete nombres. La segunda lista contenía los nombres de 30 cardenales, a los que Felipe II puso un veto claro. A los súbditos de Madrid se les prohibió votar en contra de las recomendaciones del rey. Felipe II deseaba asegurar su derecho al trono francés obteniendo poder sobre la Santa Sede. 
Aunque en el pasado, los monarcas seculares habían intentado muchas veces y de diferentes maneras influir en la elección de los papas, una interferencia tan explícita no tenía precedentes. Fue el comienzo de lo que en el siglo XVII se consideró como Jus exclusivae.

## Cónclave
El cónclave comenzó el 8 de octubre con 52 cardenales. Unos días después, el camarlengo Caetani se unió a ellos tras su regreso de Francia, y el 13 de octubre llegó el cardenal Andreas von Österreich. El cardenal Mantalto nominó a Ippolito Aldobrandini, pero el cardenal Madruzzo, líder de la facción española y según la voluntad del rey Felipe II, torpedeó eficazmente esta candidatura. La nominación del cardenal Vincenzo Lauro, propuesta por Montalo y Sforza, corrió la misma suerte.
El 12 de octubre, corrió el rumor en Roma de que Marco Antonio Colonna había sido elegido nuevo papa. Su nominación se llevó a cabo, pero no obtuvo la mayoría de los votos debido a la oposición de Sforza y su facción. Los españoles tampoco querían apoyarlo. Aunque Colonna era una de las opciones de Felipe II, extraoficialmente se sabía que tanto él como Galión no eran populares en Madrid y que su elección era improbable.
El 15 de octubre, la facción española tomó la iniciativa y nominó a su líder, Madruzzo. La candidatura se topó con una fuerte oposición por parte de los Sforza, D'Aragony y los cardenales venecianos. Entre las objeciones contra Madruzzo se encontraban sus estrechos vínculos con el rey de España, su precario estado de salud (padecía gota) e incluso su origen (su madre era alemana).
Tras el rechazo de Madruzzo, el cardenal Montalto ofreció a la facción española cinco nombres: Aldobrandini, Lauro, Valiero, Salviati y Médici, y les pidió que eligieran uno. Como el rey Felipe II los había rechazado a los cinco, ninguno fue elegido.
Como resultado de la prolongada sede vacante, el caos se acentuó en las calles. Durante noviembre, los desacuerdos entre los cardenales aumentaron en lugar de disminuir. El principal oponente de la facción española fue el cardenal Montalto.
A finales de noviembre, la mayoría de los cardenales llegaron gradualmente a la conclusión de que, por muy escandalosa que fuera la interferencia de Felipe II, sin el apoyo de sus seguidores no habría posibilidad de elegir un papa, por lo que sería mejor elegir a alguien de su lista. El 4 de diciembre, por lo tanto, con el apoyo de la facción madrileña, el cardenal Paleotti obtuvo 33 votos (necesitaba tres más para ganar). Montalto no prefería a Paleotti, así que, junto con Sforza, llegó a la conclusión de que, para evitar su elección, debían apoyar a Sfondrati o a Facchinetti. Finalmente, decidieron elegir a Sfondrati.

## Elección de Gregorio XIV
En la mañana del 5 de diciembre de 1590, después de casi dos meses de cónclave, el cardenal Niccolo Sfondrati, de 55 años, obispo de Cremona, fue elegido papa y eligió el nombre de Gregorio XIV. Su coronación tuvo lugar el 8 de diciembre de 1590.